# Richland (Nebraska)
Richland ist ein Dorf in Colfax County und liegt im Bundesstaat Nebraska in den Vereinigten Staaten. 2010 betrug die Einwohnerzahl 73.
Der Ort hieß zuvor Benton.

## Demographie
Bei der Volkszählung von 2010 gab es 73 Personen, 36 Haushalte und 22 Familien mit Wohnsitz im Dorf. Das mittlere Alter im Dorf betrug 51,8 Jahre. 13,7 % der Einwohner waren unter 18 Jahre alt; 5,4 % waren im Alter zwischen 18 und 24 Jahren; 11 % waren zwischen 25 und 44; 46,5 % waren zwischen 45 und 64; und 23,3 % waren 65 Jahre oder älter. Das Geschlechterverhältnis des Dorfes betrug 57,5 % männlich und 42,5 % weiblich.